# Centaurium peninsulare
Centaurium peninsulare är en gentianaväxtart som beskrevs av T. S. Brandegee. Centaurium peninsulare ingår i släktet aruner, och familjen gentianaväxter. Inga underarter finns listade i Catalogue of Life.